# 拓跋那
拓跋那（？—451年），鲜卑名阿斗泥，又作阿斗那，
阿叔泥，追尊魏平文帝拓跋郁律的后裔，北魏宗室、官员。

## 生平

### 對吐谷渾作戰
太平真君六年（445年），拓跋那擔任征西大將軍，出兵白蘭，征討吐谷渾王慕利延，同時太武帝拓跋燾又命封敕文攻打鎮守枹罕的慕利延兄子什歸，北魏兩道出兵，八月壬寅（445年10月2日），拓跋那率兵到达曼头城。吐谷浑首领慕利延带着他的部落穿过沙漠向西逃去。慕璝之子被囊领兵迎战，被拓跋那击败。被囊率领轻装骑兵逃走。中山公杜丰率精锐骑兵追赶，穿过三危山，来到雪山，活捉了被囊、什归和乞伏炽磐的儿子乞伏成龙，全部押送到平城。慕利延于是又向西进入于阗国，吐谷渾部落死亡數萬人。十一月拓跋那凱旋而歸。

### 第一次對劉宋作戰
拓跋那之後與安定公韓茂駐屯在相州陽平，徵發冀州百姓在碻磝津建造浮橋。太平真君六年（445年）十一月，北魏选拔六州士兵中勇猛的两万人，派遣永昌王拓跋仁和拓跋那各率一万骑兵，向南进攻淮河和泗水以北的刘宋地区，将青州和徐州的百姓迁徙充实到黄河以北。太平真君七年（446年）二月，拓跋仁到达高平，俘虏刘宋将军王章，又进攻金乡、方与，迁移刘宋百姓五千家到黄河以北。。

### 對盧水胡作戰
先是在太平真君六年（445年），盧水胡人蓋吳於杏城起兵，隔年（446年）拓跋燾親征擊破其軍隊，蓋吳退守北地，但重新在杏城聚眾起事，拓跋燾派拓跋那與拓跋仁兩人都督北道的各支軍隊共同攻擊，五月在杏城擊破蓋吳軍隊，俘虜了蓋吳兩位叔父，但蓋吳本人遁走，拓跋那採用陸俟的計策，放還其叔父，之後叔父們果然斬下蓋吳的首級投降。拓跋那再出兵擊敗蓋吳的餘黨白廣平，在安定俘虜屠各族的路那羅，但關中與河西地區的胡族仍舊動亂不已。太平真君八年（447年），拓跋那自安定出兵攻討朔方胡，又與武昌王拓跋提、淮南王拓跋他合軍，擊敗山胡曹僕渾。

### 對柔然作戰
太平真君十年（449年）一月，北魏分三道兵力北伐柔然，魏太武帝與太子拓跋晃為中路軍，略陽王拓跋羯兒為西路軍，拓跋那為東路軍，三軍兵至漠南，柔然可汗吐賀真遁走。同年九月，魏太武帝再次親征柔然，拓跋那率領軍隊出東道，原計畫與其他各路軍隊在地弗池會合，吐賀真舉柔然精銳士兵圍攻拓跋那，柔然士兵的包圍圈有數十重之多，拓跋那在陣營周圍挖掘壕溝堅守，雙方對峙數天，吐賀真多次挑戰，並未取得戰果。魏太武帝派宿卫魯秀率領軍隊前往救援，自率大軍後繼，拓跋燾軍隊還未抵達，魯秀已經先突破包圍圈，將拓跋那救出。吐賀真認為北魏大軍將至，引兵退還，拓跋那率軍隊追擊，總共追擊了九天九夜，吐賀真不得已放棄了糧草裝備，拓跋那收其輜重而還。

### 第二次對劉宋作戰
太平真君十一年（450年）十一月，拓跋燾發動對劉宋的反擊作戰，分兵五路軍隊共同南下，拓跋那由青州直趨下邳，之後再由山陽進軍廣陵，同天與其他四路軍隊一同逼臨長江，拓跋燾的主軍駐紮在瓜步。隔年正平元年（451年）一月，拓跋燾撤軍，然而在行經盱眙的時候，由於守將臧質的挑釁，拓跋燾招集其他各路軍隊包圍攻打盱眙城，拓跋那也參與了此次的圍攻。
同年（451年）三月，南征部隊返回平城。正平元年（451年）六月，拓跋那有罪被赐死。
然而《宋書》卻記載，拓跋那再圍攻盱眙之時，遭到臧質的軍士射死一事，與《魏書》記錄不合。

## 家庭

### 兒子
- 拓跋紇，獻文帝時期，追溯拓跋那的功績，詔命拓跋紇襲封高涼王
- 元度和，北魏散骑常侍、外都大官、使持节、镇北将军、度斤镇大将、平舒男[2]